# Die Orchidee
Die Orchidee (abreviado Orchidee (Hamburg)) es una revista ilustrada con descripciones botánicas que es editada en Alemania. Comenzó su publicación en el año 1949.